# Domaszków (Międzylesie)

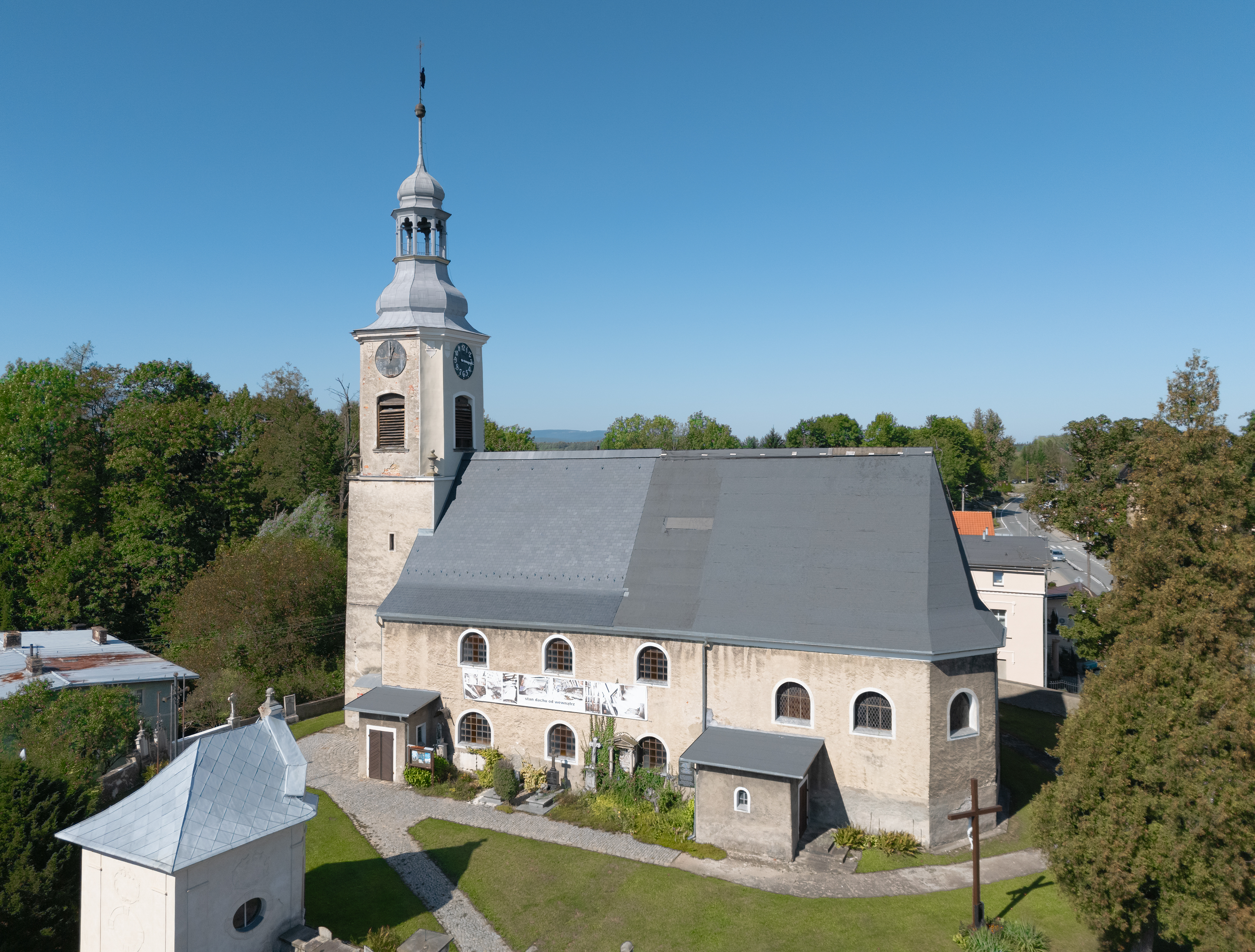
Pfarrkirche St. Nikolaus

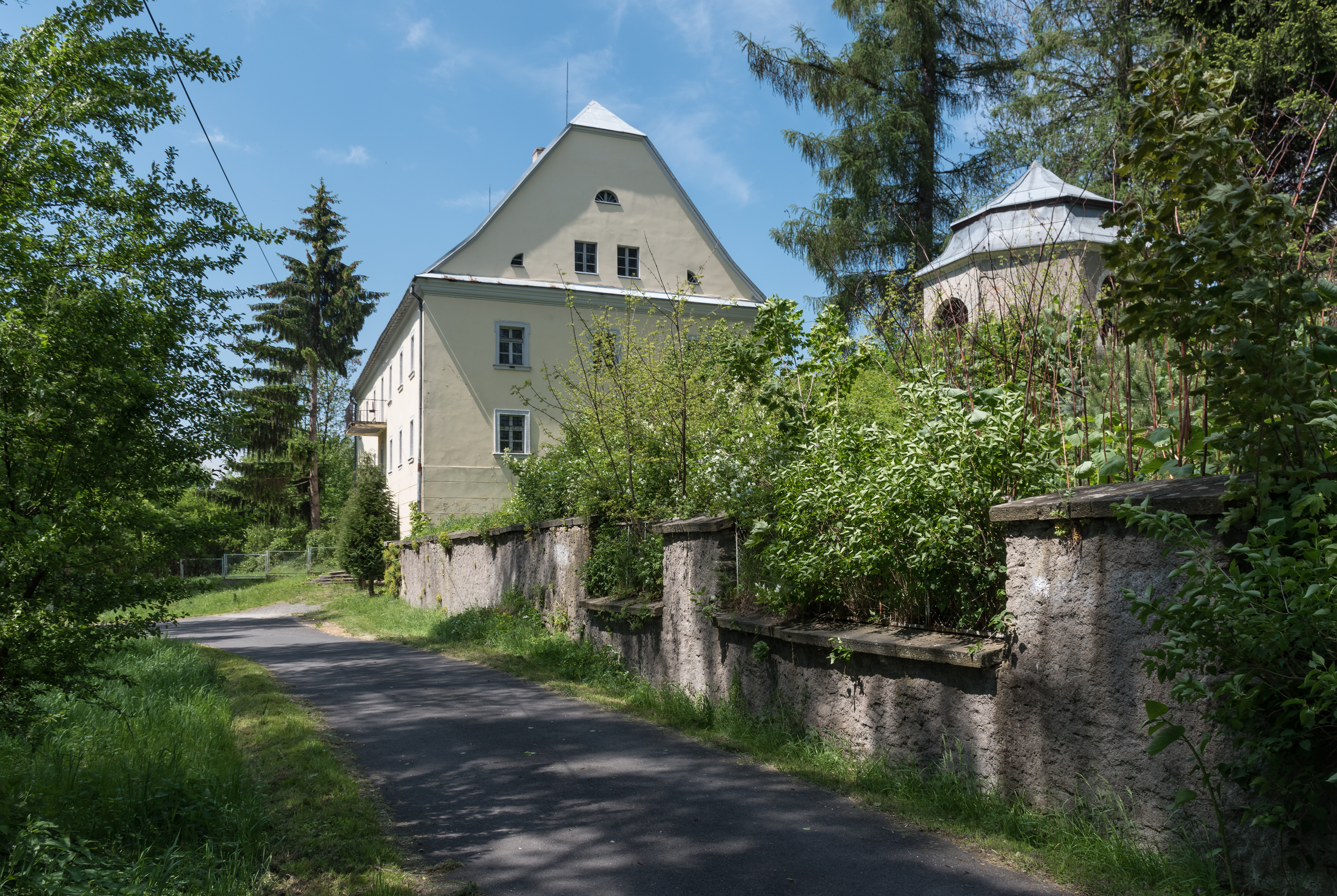
Pfarrhaus

Domaszków (deutsch: Ebersdorf) ist ein Ort in der Stadt- und Landgemeinde Międzylesie (Mittelwalde) im Powiat Kłodzki der Woiwodschaft Niederschlesien in Polen. Es liegt acht Kilometer nördlich von Międzylesie (Mittelwalde).

## Geographie
Domaszków liegt zwischen dem Glatzer Schneegebirge und dem Habelschwerdter Gebirge im Tal der Glatzer Neiße, von der es sich nach Osten erstreckt. Durch den Ort führt die Straße von Glatz, die südlich von Boboszów (Boboschau) nach Tschechien führt. Nachbarorte sind Niedźwiedna (Weißbrod) im Norden, Wilkanów (Wölfelsdorf) im Nordosten, Jaworek (Urnitz) und Międzygórze (Wölfelsgrund) im Osten, Nowa Wieś (Neundorf) und Gajnik (Hain) im Südosten, Roztoki (Schönfeld) im Süden und Długopole Górne (Oberlangenau) im Nordwesten. Westlich liegt der 739 m hohe Jedlnik (Dreitannenberg).

## Geschichte
Ebersdorf wurde erstmals 1328 als „Ebirhardsdorf“ (lateinisch Eberhardi villa) erwähnt und später auch als Eberhartsdorf bezeichnet. Es gehörte zum Habelschwerdter Distrikt im Glatzer Land, mit dem es die Geschichte seiner politischen und kirchlichen Zugehörigkeit teilte. Es bestand zunächst aus zwei Anteilen:
- Der Dominialanteil gehörte in älteren Zeiten zur Burg Schnallenstein und kam nach deren Zerstörung durch die Hussiten an den böhmischen Landesherrn. 1684 gehörte Ebersdorf zu jenen Dorfschaften, die Kaiser Leopold I. zur Bestreitung der Kosten der Türkenkriege an den Glatzer Landeshauptmann Michael Wenzel von Althann verkaufte, dem schon die benachbarten Herrschaften Mittelwalde, Wölfelsdorf und Schönfeld gehörten. Die Dorfschaften wurden zur Herrschaft Schnallenstein verbunden, deren Hauptsitz Rosenthal war, weshalb auch die Bezeichnung „Herrschaft Rosenthal“ verwendet wurde. Nach dem Tod des Michael Wenzel von Althann 1686 kam der Allodialbesitz der Herrschaft Schnallenstein/Rosenthal an dessen gleichnamigen Sohn, der sie 1737 seiner Mutter Aloysia Theresia, geborene von Dietrichstein, vererbte. Sie bestimmte 1783 ihre Enkelin Wilhelmina Gräfin Starhemberg, geborene Neuperg, zur Erbin. Diese verkaufte die Herrschaft Schnallenstein/Rosenthal dem Freiherrn Michael von Stillfried auf Neurode, von dem sie 1796 an seinen Sohn Friedrich von Stillfried kam. Dieser verkaufte die ganze Herrschaft im Jahre 1800 dem hannoveranischen Leutnant von Busch.
- Zum Freirichtergut gehörten vier Bauern, fünf Gärtner, drei Häusler sowie die Handwerker, der Kretscham und eine Mehlmühle. Nach zahlreichen Besitzerwechseln wurde es 1615 von der Stadt Habelschwerdt erworben, die es 1684 dem Michael Wenzel von Althann verkaufte, so dass beide Teile vorübergehend denselben Besitzer hatten. Dessen gleichnamiger Sohn verkaufte das Freirichtergut bereits 1687 dem Christoph Böse, von dem es 1740 dessen Schwiegersohn Franz Joseph John erwarb. Dessen Sohn Johann John verkaufte es 1783 dem Oberlangenauer Kaufmann Joseph Männel. Nach dessen Tod 1786 erbte es dessen Witwe Elisabeth, geborene Prause, die sich später mit Franz Nafe (Nave) verehelichte.

Nach dem Ersten Schlesischen Krieg 1742 und endgültig mit dem Hubertusburger Frieden 1763 fiel Ebersdorf zusammen mit der Grafschaft Glatz an Preußen. Für Anfang des 19. Jahrhunderts sind nachgewiesen: eine Pfarrkirche, ein Pfarrhaus, ein Schulgebäude, zwei Mehlmühlen, eine Ölmühle, 64 Bauern, 53 Gärtner und 32 Häusler.
Nach der Neugliederung Preußens gehörte Ebersdorf seit 1815 zur Provinz Schlesien und war zunächst dem Landkreis Glatz eingegliedert. Zum 24. Januar 1818 erfolgte die Umgliederung in den Landkreis Habelschwerdt, zu dem es bis 1945 gehörte.
In der Zeit vor dem Zweiten Weltkrieg erstreckte sich das Dorf in einer Länge von 5,5 Kilometer längs des Dorfbaches. Der langgezogene Ort wurde von drei Wegen durchzogen: längs des Dorfbachs verlief der nahezu unbefestigte Auweg, südlich davon der Dorfweg und nördlich eine 1911/12 erbaute befestigte Straße. 1939 wurden 1254 Einwohner gezählt.
Als Folge des Zweiten Weltkriegs fiel Ebersdorf 1945 wie fast ganz Schlesien an Polen und wurde in Domaszków umbenannt. Die deutsche Bevölkerung wurde vertrieben. Die neu angesiedelten Bewohner waren teilweise Zwangsumgesiedelte aus Ostpolen, das an die Sowjetunion gefallen war. 1973–1976 war Domaszków selbständige Gemeinde. 1975–1998 gehörte es zur Woiwodschaft Wałbrzych (deutsch Waldenburg).

## Sehenswürdigkeiten
- Die Pfarrkirche St. Nikolaus (Kośćiół Św. Mikołaja) wurde bereits 1337 erwähnt. Sie wurde 1563 anstelle eines Holzbaus neu errichtet und 1682–1683 umgebaut. Der Hauptaltar, die Seitenaltäre und die Kanzel schuf Michael Klahr d. J. Das Hauptaltargemälde des hl. Nikolaus stammt vom Breslauer Maler Caspar Franz Sambach. Die Kirche ist von einer Mauer umgeben; auf dem Haupttor befindet sich eine Figur des böhmischen Landesheiligen Johannes Nepomuk von 1727, an der südlichen Mauer eine Kapelle von 1751 mit einer Madonnenstatue auf dem Giebel.
- Das Pfarrhaus wurde 1781 errichtet und 1827 restauriert. 1829–1832 wurde ein terrassenförmiger Pfarrgarten mit einem Pavillon angelegt.

## Persönlichkeiten
- Ernst Hoffmann (1840–1889), in Ebersdorf geborener römisch-katholischer Theologe, Großdechant